# Fiskeindustrin i Ryssland
Fiskeindustrin i Ryssland är en av de större i världen. Det beror bland annat på federationens långa kustlinje (den fjärde längsta i världen efter Kanada, Grönland och Indonesien), men också att federationen har en exklusiv ekonomisk zon (EEZ) på 7,6 miljoner kvadratkilometer inklusive tillgång till tolv hav i tre oceaner, samt Kaspiska havet. 2005 skördades 3 190 946 ton "vildfisk" och ytterligare 114 752 ton från akvakultur (fiskodling), vilket var 2,3 procent av hela världens fiskeskörd. Det gjorde Ryssland, under det året, till den nionde största fiskenationen.

## Kartor

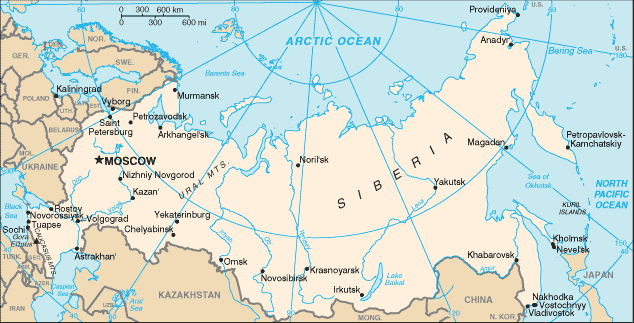
Ryssland
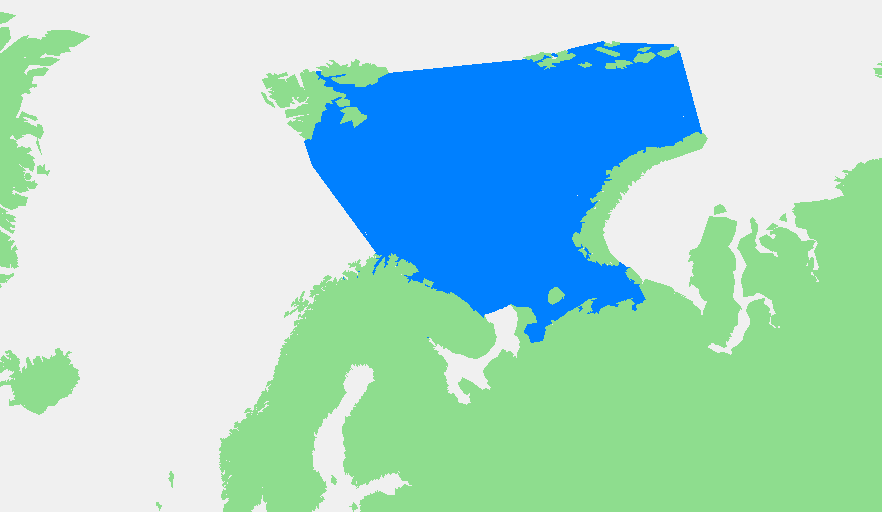
Barents hav
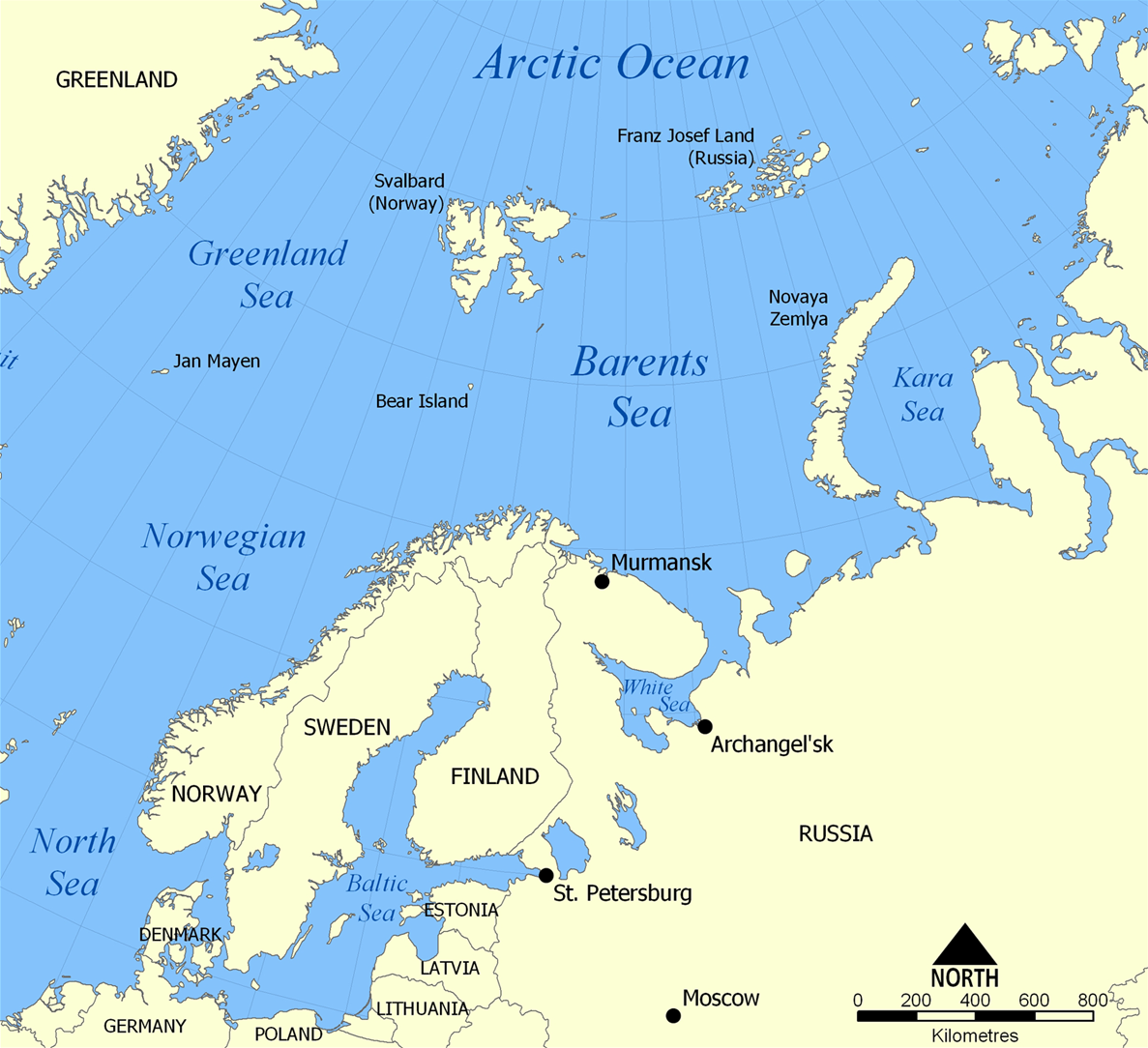
Barents hav
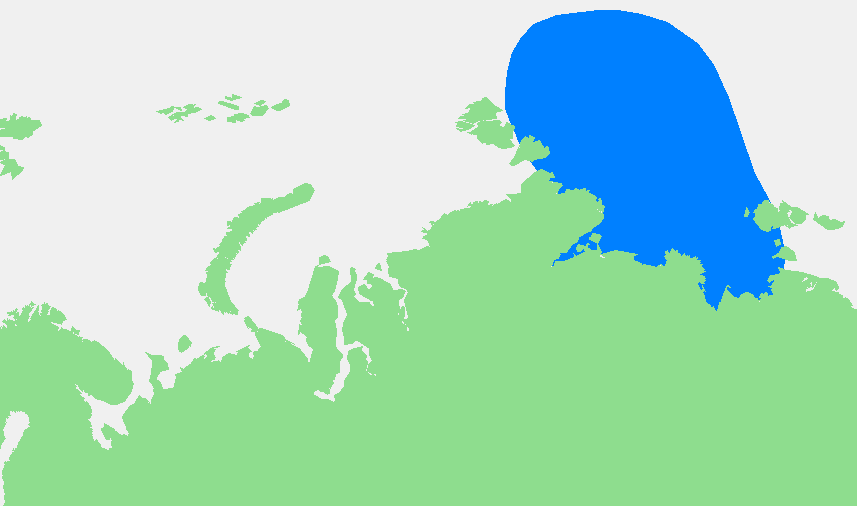
Laptev Sea
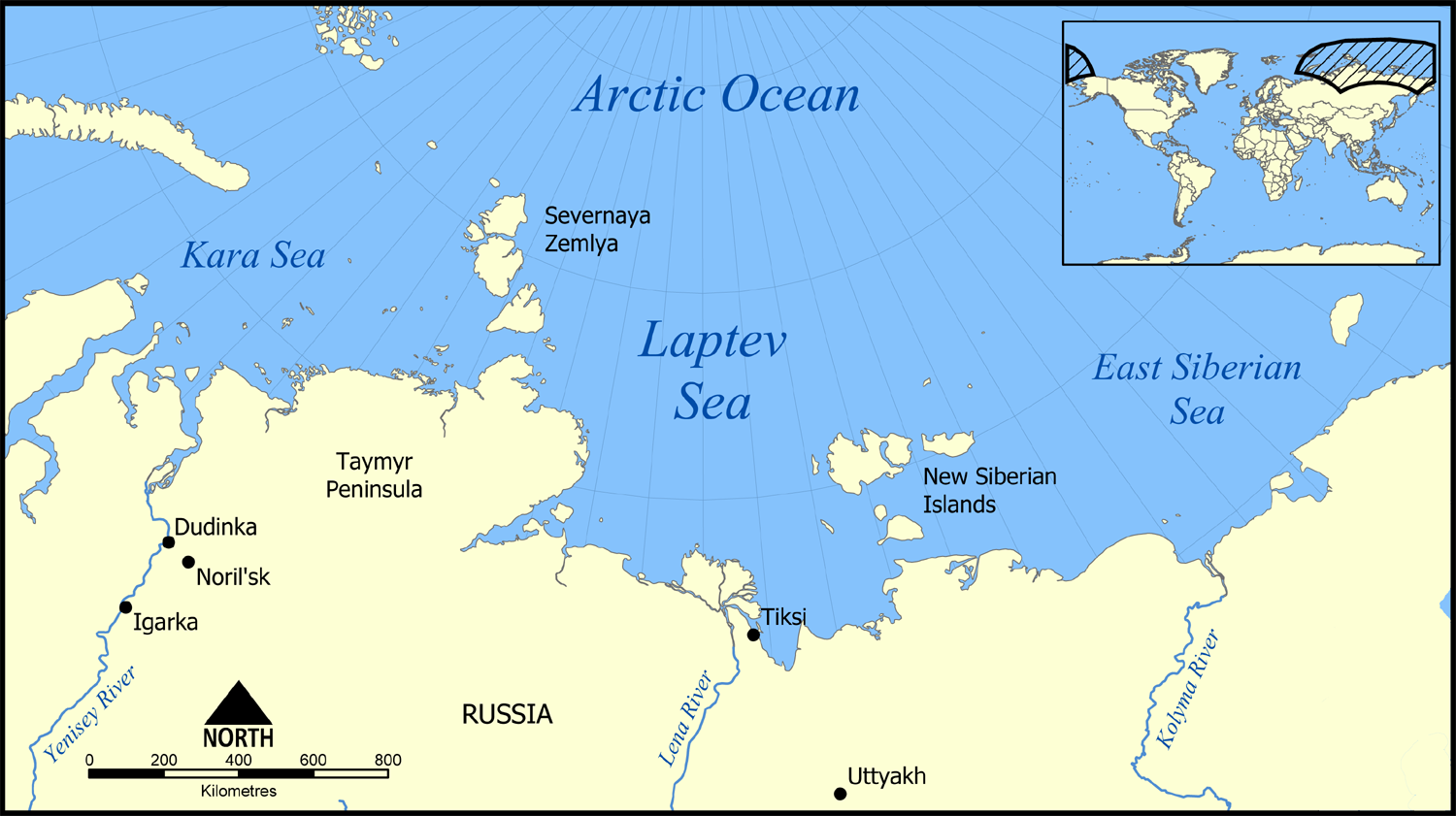
Laptev Sea